# آدالبرت ریتر
آدالبرت ریتر (رومانیایی: Adalbert Ritter; ۲۹ آوریل ۱۹۰۰– ۲۳ فوریهٔ ۱۹۴۵) بازیکن فوتبال اهل مجارستان بود.
وی همچنین در تیم ملی فوتبال رومانی بازی کرده‌است.